# هرمان هارتمان
هرمان هارتمان (بالألمانية: Hermann Hartmann)‏ هو كيميائي ألماني، ولد في 4 مايو 1914 في بيشوفسهايم آن در رون في ألمانيا، وتوفي في 22 أكتوبر 1984 في Glashütten (Taunus) ‏ في ألمانيا.